# PGM-17 토르
PGM-17 토르(PGM-17 Thor)는 미국 공군에 최초로 실전배치된 탄도유도탄이다.

## 역사
토르는 노르드 신화에서 천둥의 신이다.
1959년부터 1963년 9월까지 영국에 IRBM으로 배치되었다. 이후에 PGM-19 주피터로 보강되었다. 160발이 양산되었다.
사거리 3,700 km로 영국에서 발사하면 모스크바까지 핵공격이 가능하다.
225발이 생산되어 60발이 영국의 20개 IRBM 기지에 실전배치되었다. 모스크바에서 가장 먼 해링턴 공군기지가 2,500 km 거리였다.
사거리 3700 km PGM-17 토르는 IRBM으로 영국에 배치되었다. 반면에 사거리 2400 km PGM-19 주피터는 MRBM으로 터키에 배치되었다. 둘 다 소련 수도 모스크바를 공격목표로 정했다.

## 배치
철도와 전기모터를 이용해 격납고에서 미사일을 꺼낸다. 미사일을 장착한 발사대가 수직으로 기립하면, 미사일에 액체산소와 RP-1의 액체연료가 주입된다. 이러한 발사준비시간이 모두 15분 걸린다. 발사가 되면, 메인 엔진은 2분 30초 동안 연소하여 미사일의 속도를 마하 12.94(4,400 m/s)로 가속한다. 발사 후 10분이 지나면 최대고도 450 km에 도달한다. 원지점에서 핵탄두가 분리된다. 발사부터 핵폭발 까지의 총비행시간은 18분이다. 발사명령에서 최종 핵폭발까지 33분이 걸린다.
PGM-17 토르에는 채택되지 않았지만, 이후에 SM-65 아틀라스를 개발하면서, 수직으로 지하에 보관하는 방법이 개발되었다. 아틀라스-F는 지하 사일로에 수직으로 세운채로 엘레베이터 상단에 탑재되어 보관된다. 발사경보명령이 내려지면, 상온의 등유를 미사일에 주입한채로 장기간 유지한다. 발사명령이 내려지면 극저온의 액체산소를 주입한 후에, 엘레베이터가 올라오자 마자 발사한다. 이러한 발사 방식을 채택해, 아틀라스-F는 대통령의 발사명령 직후 10분만에 발사할 수 있다. 기존의 수평으로 보관했다가 발사대를 기립하는 방식 보다 5분을 줄였다.

## 주피터
미국 육군 PGM-19 주피터 미사일은 미국 해군의 잠수함 발사용 UGM-27 폴라리스, 미국 공군의 PGM-17 토르와 사거리가 비슷하다.
- PGM-19 주피터, 무게 50톤, 사거리 2400 km, W38 핵탄두(3.75 Mt), W49 핵탄두(1.44 Mt), 미국 육군
- UGM-27 폴라리스, 무게 13톤, 사거리 1900 km, W47 핵탄두(600 kt), 미국 해군
- PGM-17 토르, 무게 50톤, 사거리 3700 km, W49 핵탄두(1.44 Mt), 미국 공군

PGM-19 주피터 미사일은 당초 미국 해군의 전략원잠에서 발사하려고 개발했다. 그러나, 액체산소를 전략원잠에서 보관하고 주입하는 것이 위험하다고 판명되어, 고체연료 핵미사일을 새로 개발하기로 하였다. 그래서 미국 해군에서 버려진 PGM-19 주피터는 미국 육군이 사업을 가져갔다. 고체연료로 바꾼 UGM-27 폴라리스는 50톤 무게에서 13톤으로 무게가 엄청나게 줄었으며, 잠수함 내부에서의 연료보관 문제도 없었다.

## 폭격기
PGM-17 토르의 W49 핵탄두를 항공기용 폭탄으로 만든 B28 핵폭탄을 영국 공군 V 폭격기에 장착하여 모스크바를 핵공격하려고 하였다.

## 대한민국
2018년 한국은 누리호 시험발사체를 발사했다. 액체산소/RP-1을 사용하는 추력 67톤의 KRE-075 엔진을 사용한다.
- PGM-17 토르, 무게 50톤, 1단 추력 67톤 액체산소/RP-1, 최초발사 1957년, 사거리 3700 km, W49 핵탄두(1.44 Mt)
- PGM-19 주피터, 무게 50톤, 1단 추력 67톤 액체산소/RP-1, 최초발사 1957년, 사거리 2400 km, W49 핵탄두(1.44 Mt)
- 누리호 시험발사체, 무게 52톤, 1단 추력 65톤 액체산소/Jet A-1, 최초발사 2018년

## 제원 (PGM-17A)
- 무게: 49,800 kg (109,800 lb)
- 길이: 19.82 m (65.0 ft)
- 직경: 2.44 m
- 사거리: 2,400 km (1,500 mi)
- 최고고도: 480 km (300 mi)
- 최고속도: 17,740 km/h (11,020 mph) 마하 14.49
- 엔진: 로켓다인 LR79-NA-9 (Model S-3D)
  - 연료: LOX/RP-1 Kerosene
  - 지상추력: 670 kN (150,000 lbf)
  - 진공추력: 760 kN
  - 진공비추력: 282 seconds (2.77 km/s)
  - 지상비추력: 248 seconds (2.43 km/s)
  - 연소시간: 165 s
- 탄두: 1.44 Mt W49 핵탄두, Mk.2 RV
- 탄두중량: 1,000 kg (2,200 lb)
- CEP: 1 km (0.62 mi)
- 최초발사: 1958년

## 같이 보기
- V 폭격기